# 札幌独立キリスト教会

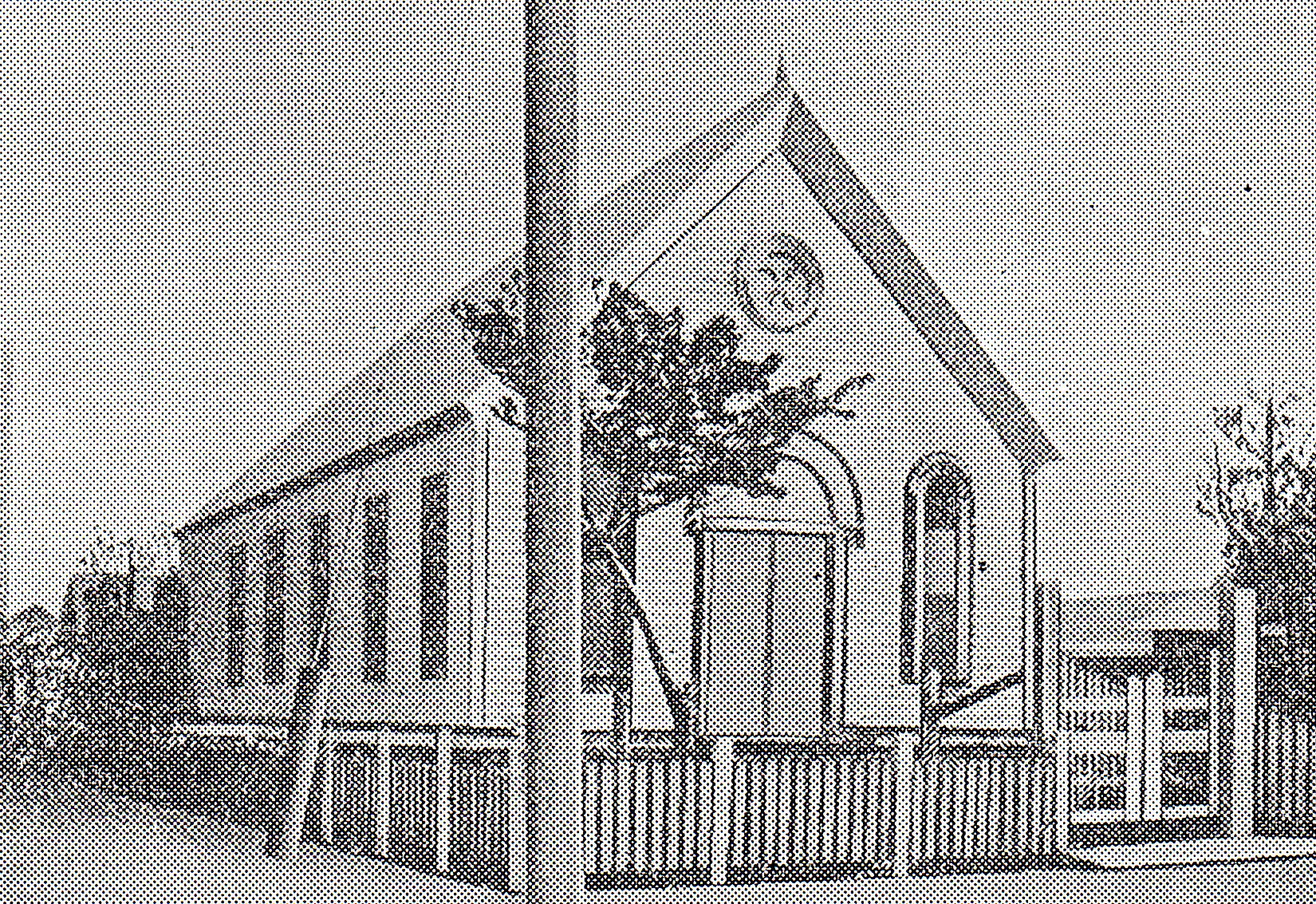
札幌独立教会

札幌独立キリスト教会（さっぽろどくりつキリストきょうかい）は、内村鑑三らによって創立された、札幌市中央区大通西22丁目にある単立教会である。

## 前身
札幌農学校（現：北海道大学）の第1期生が、W・S・クラーク教頭の影響を受けて、クラークの作成した「禁酒禁煙の誓約者」「イエスを信ずる者の誓約」に署名した。さらに、内村鑑三、新渡戸稲造、宮部金吾たち2期生も、1期生の勧誘により署名した。これが、日本のプロテスタントの三大源流の一つである札幌バンドの始まりである。
1年後に、2期生15人のうち7人が米国メソジスト派の宣教師M・C・ハリスに洗礼を受ける。この7人と、最初の2年間加わっていた1人を加えた8人が、1期生の集会を手本として小さな集会を持った。
この8人が自分たちの教会に対して、同一の権利と義務を持つこととして、日曜日ごとに会員各自が、礼拝の司会者、牧師の務めを行い、他は会衆として参加した。
更に、上級生との連合聖書研究会、毎週水曜日の週間祈祷会を持った。

## 沿革

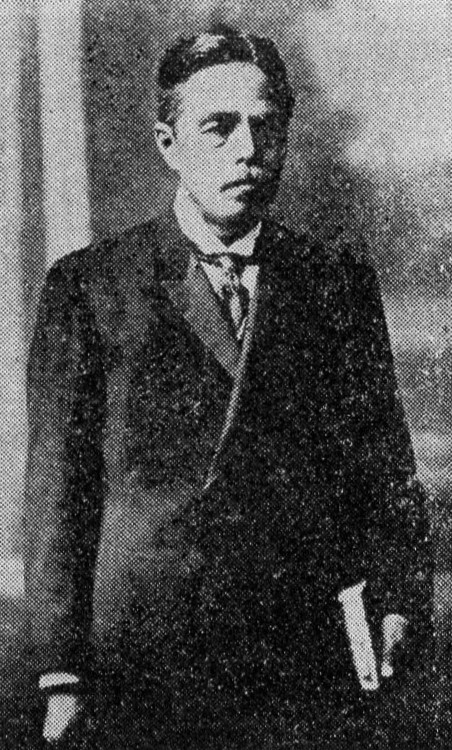
札幌独立教会を訪れた内村鑑三(1918年6月)

1881年(明治14年)に内村鑑三たちが卒業すると同時に、教会は解散して全員新しい教会に合同することになった。
しかし、内村鑑三たち理想主義的急進派は、メソジスト派などの各教派を離脱して、新教会の形成を務めた。そして、翌1882年(明治15年)1月に札幌独立教会として新教会が誕生した。これは、教派から独立した日本最初の日本的教会であった。30余人の会員の負担により多額の負債を返済して、同年12月28日に名実共に独立した。そして、1885年(明治18年)12月に内村と藤田九三郎の設計により新会堂が竣工された。その会堂は1920年まで使用された。
1907年(明治40年)、海老名弾正の推薦で、竹崎八十雄が牧師になる。竹崎は内村たちとの考えの違いから、1917年(大正6年)に辞任して留学する。
今日では、札幌市中央区で単立・札幌独立キリスト教会として存続している。